# 1989年オーストラリアグランプリ
1989年オーストラリアグランプリは、1989年F1世界選手権の第16戦として、1989年11月5日にアデレード市街地コースで開催された。

## 概要
前戦日本グランプリでトップでチェッカーを受けたセナが「失格」と裁定され、一旦はアラン・プロストの年間チャンピオンが決定したが、この裁定に対してマクラーレンが提訴し、その後日本グランプリの勝者（アレッサンドロ・ナニーニ）と年間チャンピオンも「暫定」扱いとなった。
その後10月31日にFIAの国際控訴法廷による判決が下された。判決は、セナの失格処分を支持し、さらにセナに10万ドルの罰金と6ヶ月の執行猶予付き出場停止を課す」というものであった。マクラーレン代表のロン・デニスはこの件について民事訴訟を起こすことも示唆する中でレースウィークを迎えた。

## 予選

### 展開
予選は2日ともドライで行われた。金曜日はプロストが暫定のポールポジションを獲得した。プロストが予選初日にセナを上回ったのは、1989年シーズンでは3度目のことだった。土曜日には気温が上がったためタイムを伸ばすことのできないマシンが多かったが、セナはタイムを1秒以上縮め、タイムを伸ばせなかったプロストを逆転した。

## 予備予選結果
| 順位 | No | ドライバー               | コンストラクタ         | タイム   |
| ---- | -- | ------------------------ | ---------------------- | -------- |
| 1    | 17 | ニコラ・ラリーニ         | オゼッラ・フォード     | 1'18.379 |
| 2    | 30 | フィリップ・アリオー     | ローラ・ランボルギーニ | 1'18.523 |
| 3    | 18 | ピエルカルロ・ギンザーニ | オゼッラ・フォード     | 1'19.153 |
| 4    | 37 | J.J・レート              | オニクス・フォード     | 1'19.442 |
| DNPQ | 36 | ステファン・ヨハンソン   | オニクス・フォード     | 1'19.539 |
| DNPQ | 29 | ミケーレ・アルボレート   | ローラ・ランボルギーニ | 1'20.129 |
| DNPQ | 34 | ベルント・シュナイダー   | ザクスピード・ヤマハ   | 1'20.179 |
| DNPQ | 31 | ロベルト・モレノ         | コローニ・フォード     | 1'20.183 |
| DNPQ | 33 | オスカー・ララウリ       | ユーロブルン・ジャッド | 1'20.750 |
| DNPQ | 35 | 鈴木亜久里               | ザクスピード・ヤマハ   | 1'21.012 |
| DNPQ | 41 | ヤニック・ダルマス       | AGS・フォード          | 1'21.022 |
| DNPQ | 40 | ガブリエル・タルキーニ   | AGS・フォード          | 1'21.600 |
| DNPQ | 32 | エンリコ・ベルタッジア   | コローニ・フォード     | 1'24.081 |

### 予選結果
| 順位 | No | ドライバー                   | コンストラクタ         | 1回目    | 2回目    |
| ---- | -- | ---------------------------- | ---------------------- | -------- | -------- |
| 1    | 1  | アイルトン・セナ             | マクラーレン・ホンダ   | 1'17.712 | 1'16.665 |
| 2    | 2  | アラン・プロスト             | マクラーレン・ホンダ   | 1'17.403 | 1'17.624 |
| 3    | 23 | ピエルルイジ・マルティニ     | ミナルディ・フォード   | 1'18.043 | 1'17.623 |
| 4    | 19 | アレッサンドロ・ナニーニ     | ベネトン・フォード     | 1'18.271 | 1'17.762 |
| 5    | 5  | ティエリー・ブーツェン       | ウィリアムズ・ルノー   | 1'17.791 | 1'18.586 |
| 6    | 6  | リカルド・パトレーゼ         | ウィリアムズ・ルノー   | 1'18.636 | 1'17.827 |
| 7    | 27 | ナイジェル・マンセル         | フェラーリ             | 1'19.525 | 1'18.313 |
| 8    | 8  | ステファノ・モデナ           | ブラバム・ジャッド     | 1'18.750 | 1'20.076 |
| 9    | 22 | アンドレア・デ・チェザリス   | ダラーラ・フォード     | 1'18.828 | 1'19.487 |
| 10   | 21 | アレックス・カフィ           | ダラーラ・フォード     | 1'18.857 | 1'18.899 |
| 11   | 17 | ニコラ・ラリーニ             | オゼッラ・フォード     | 1'19.305 | 1'19.110 |
| 12   | 7  | マーティン・ブランドル       | ブラバム・ジャッド     | 1'19.136 | 1'19.428 |
| 13   | 20 | エマニュエル・ピロ           | ベネトン・フォード     | 1'19.710 | 1'19.217 |
| 14   | 28 | ゲルハルト・ベルガー         | フェラーリ             | 1'19.238 | 1'20.615 |
| 15   | 4  | ジャン・アレジ               | ティレル・フォード     | 1'19.363 | 1'19.259 |
| 16   | 16 | イヴァン・カペリ             | マーチ・ジャッド       | 1'19.269 | 1'19.294 |
| 17   | 37 | J.J・レート                  | オニクス・フォード     | 1'20.767 | 1'19.309 |
| 18   | 11 | ネルソン・ピケ               | ロータス・ジャッド     | 1'19.392 | 1'20.622 |
| 19   | 30 | フィリップ・アリオー         | ローラ・ランボルギーニ | 1'19.568 | 1'19.579 |
| 20   | 9  | デレック・ワーウィック       | アロウズ・フォード     | 1'19.599 | 1'19.622 |
| 21   | 18 | ピエルカルロ・ギンザーニ     | オゼッラ・フォード     | 1'19.691 | 1'20.718 |
| 22   | 10 | エディ・チーバー             | アロウズ・フォード     | 1'19.922 | 1'21.206 |
| 23   | 12 | 中嶋悟                       | ロータス・ジャッド     | 1'20.066 | 1'20.333 |
| 24   | 26 | オリビエ・グルイヤール       | リジェ・フォード       | 1'21.882 | 1'20.073 |
| 25   | 15 | マウリシオ・グージェルミン   | マーチ・ジャッド       | 1'20.191 | 1'20.260 |
| 26   | 25 | ルネ・アルヌー               | リジェ・フォード       | 1'20.872 | 1'20.391 |
| DNQ  | 3  | ジョナサン・パーマー         | ティレル・フォード     | 1'20.428 | 1'20.451 |
| DNQ  | 24 | ルイス・ペレス＝サラ         | ミナルディ・フォード   | 1'20.633 | 1'20.866 |
| DNQ  | 39 | ベルトラン・ガショー         | リアル・フォード       | 1'22.267 | 1'24.913 |
| DNQ  | 38 | ピエール＝アンリ・ラファネル | リアル・フォード       | 1'22.305 | 1'22.391 |

## 決勝

### 最初のスタート

#### 30分遅れのスタート
昼前より豪雨に見舞われ、決勝は予定より30分遅れて行われることとなった。しかし、スタート時刻になってもドライバーの多くはマシンに収まらず、路面コンディションが危険過ぎるとして、更にスタートを遅らせるよう要望した。最終的にスタートが行われるようになると、プロストは1周だけで戻ると言い残してスタートに臨んだ。

#### 中断
スタートでも、後方グリッドのマシンがフォーメーションラップを終える前にグリーンライトが点灯するという混乱もあったが、1周を終える前に約1/3のマシンがスピンした。
プロストは、スタート前の言葉通り1周目の終了時にピットに戻り自主的にリタイアした。なお1周目に起きたオニクス・コスワースのJ.J.レートのクラッシュにより、レースは赤旗中断された。

### 二度目のスタート

#### 相次ぐクラッシュ
午後3時に再スタートが切られることとなったが、プロストは再スタートを拒否し、二度目のスタートには参加しなかった。自らレースを棄権したドライバーはプロストだけだった。
マシンが走ると後続の視界をほとんど奪うほどの水しぶきが上がるコンディションの中、ベテランのルネ・アルヌーがコースアウトしリタイアしたことを皮切りに、6周目にはゲルハルト・ベルガーとフィリップ・アリオーが早くも接触しリタイアした。
このレースで優勝しないと裁定がどう下ろうと年間チャンピオンになれないセナも、ネルソン・ピケを抜いたところ、ピケの斜め前方を走っていたマーティン・ブランドルに気づかず追突してリタイアした。またそのピケもセナと全く同じ状況の事故を起こし、衝突したピエルカルロ・ギンザーニとともにリタイアした。
セナとピケがそれぞれリタイアする中でナイジェル・マンセルもマシンをコントロールできないまま単独コースアウトしリタイアした。さらにその後も雨脚が全く弱らない中でリタイアが続き、ベテランのエディ・チーバーや若手のオリビエ・グレイヤールも単独スピンアウトしてレースを去っていった。

#### 「雨の中嶋」の好走
ロータス・ジャッドの中嶋悟は、ドライの予選ではマシン性能の低さから同僚のネルソン・ピケとともに下位に沈んだものの、得意のウェットコンディションの中でマシンをうまくコントロールしつつ驚異の19台抜きを見せ、中盤が過ぎたころには4位につけた。さらにその後もマシン性能がはるかに高い3位を走るウィリアムズ・ルノーのリカルド・パトレーゼを、日本人として初めてレース中のファステストラップを記録しつつ10周以上にわたり激しく追い立てたが、パトレーゼの真後ろにつくとエンジンの吸気口から入る水しぶきのせいでミスファイアを起こすため追い抜くには至らず、4位でゴールした。
出走台数の過半数が事故ないしスピンアウトでレースを終え、完走台数がわずか8台となる大荒れのレースとなった中で、予選23位からファステストラップを記録しながら追い上げた中嶋のウェットコンディションにおける高いドライビング・テクニックが、各国のメディアやチーム関係者から高い評価を受け、BBCの解説者で辛口コメントで知られるジェームス・ハントからも後に高く称賛された。
なお、レースは81周で行われる予定だったが、レース時間が規定の2時間を経過したため70周で終了し、ティエリー・ブーツェンが同年のカナダグランプリ以来2度目の優勝をあげた。

### 結果
| 順位     | No | ドライバー                 | コンストラクタ         | 周回 | タイム/リタイヤ | グリッド | ポイント |
| -------- | -- | -------------------------- | ---------------------- | ---- | --------------- | -------- | -------- |
| 1        | 5  | ティエリー・ブーツェン     | ウィリアムズ・ルノー   | 70   | 2:00'17.421     | 5        | 9        |
| 2        | 19 | アレッサンドロ・ナニーニ   | ベネトン・フォード     | 70   | +28.658         | 4        | 6        |
| 3        | 6  | リカルド・パトレーゼ       | ウィリアムズ・ルノー   | 70   | +37.683         | 6        | 4        |
| 4        | 12 | 中嶋悟                     | ロータス・ジャッド     | 70   | +42.331         | 23       | 3        |
| 5        | 20 | エマニュエル・ピロ         | ベネトン・フォード     | 68   | +2 Laps         | 12       | 2        |
| 6        | 23 | ピエルルイジ・マルティニ   | ミナルディ・フォード   | 67   | +3 Laps         | 3        | 1        |
| 7        | 15 | マウリシオ・グージェルミン | マーチ・ジャッド       | 66   | +4 Laps         | 25       |          |
| 8        | 8  | ステファノ・モデナ         | ブラバム・ジャッド     | 64   | +6 Laps         | 8        |          |
| リタイヤ | 10 | エディ・チーバー           | アロウズ・フォード     | 42   | スピン          | 22       |          |
| リタイヤ | 37 | J.J・レート                | オニクス・フォード     | 27   | 電気系          | 17       |          |
| リタイヤ | 26 | オリビエ・グルイヤール     | リジェ・フォード       | 22   | スピン          | 24       |          |
| リタイヤ | 11 | ネルソン・ピケ             | ロータス・ジャッド     | 19   | 接触            | 18       |          |
| リタイヤ | 18 | ピエルカルロ・ギンザーニ   | オゼッラ・フォード     | 18   | 接触            | 21       |          |
| リタイヤ | 27 | ナイジェル・マンセル       | フェラーリ             | 17   | スピン          | 7        |          |
| リタイヤ | 1  | アイルトン・セナ           | マクラーレン・ホンダ   | 13   | 接触            | 1        |          |
| リタイヤ | 21 | アレックス・カフィ         | ダラーラ・フォード     | 13   | スピン          | 10       |          |
| リタイヤ | 16 | イヴァン・カペリ           | マーチ・ジャッド       | 13   | ラジエーター    | 16       |          |
| リタイヤ | 22 | アンドレア・デ・チェザリス | ダラーラ・コスワース   | 12   | スピンオフ      | 9        |          |
| リタイヤ | 7  | マーティン・ブランドル     | ブラバム・ジャッド     | 12   | 接触            | 12       |          |
| リタイヤ | 9  | デレック・ワーウィック     | アロウズ・フォード     | 7    | スピン          | 20       |          |
| リタイヤ | 30 | フィリップ・アリオー       | ローラ・ランボルギーニ | 6    | 接触            | 19       |          |
| リタイヤ | 28 | ゲルハルト・ベルガー       | フェラーリ             | 6    | 接触            | 14       |          |
| リタイヤ | 4  | ジャン・アレジ             | ティレル・フォード     | 5    | 電気系          | 15       |          |
| リタイヤ | 25 | ルネ・アルヌー             | リジェ・フォード       | 4    | スピンオフ      | 26       |          |
| リタイヤ | 17 | ニコラ・ラリーニ           | オゼッラ・フォード     | 0    | 電気系          | 11       |          |
| 棄権     | 2  | アラン・プロスト           | マクラーレン・ホンダ   | 0    | 棄権            | 2        |          |

- 予選、決勝順位は、公式サイト およびF1グランプリ年鑑[1]より。

## 記録
- 最終F1グランプリ:ジョナサン・パーマー、エディ・チーバー、ルイス・ペレス＝サラ、ルネ・アルヌー、ピエルカルロ・ギンザーニ、オスカー・ララウリ、ピエール＝アンリ・ラファネル、エンリコ・ベルタッジア
- 初ファステストラップ:中嶋悟
- 初ポイント:エマニュエル・ピロ